# 里の駅
里の駅（さとのえき）は、地域の特産品の販売等を行う施設の名称。特に、大分県では独自に里の駅の指定制度を設けており、34箇所が指定されている（2010年11月現在）。本項では、大分県の里の駅を中心に説明する。

## 大分県の里の駅
大分県では、地域の活性化を図るための里めぐりの拠点として、里の駅の指定制度を独自に設けており、以下の条件を満たす施設を里の駅に指定している。
- 市町村や公共的団体等が設置する施設であること
- 温泉、宿泊施設、農林産物直売所などのふるさとを代表する施設であること
- 地域の「里めぐりの拠点」となる場所に位置していること
- 駐車場、トイレを備えており、日中利用できること
- 地域の観光や特産品等の情報を提供できること

## 里の駅一覧

### 大分県
大分県下の市町村のうち、日出町、姫島村には里の駅がない。

#### 大分市
- ひぐらし茶屋

#### 別府市
- かんなわ - 2021年8月に湯快リゾートに運営委託予定

#### 中津市
- 西谷温泉公園

#### 日田市
- 津江の森
- 豊後・大山ひびきの郷
- 上津江やすらぎの里

#### 佐伯市
- しおさいの里
- 大入島食彩館
- 鶴見町農水産物直売所
- たかひら展望公園
- 歴史の里木浦 名水館「名水の湯」

#### 津久見市
- つくみマルシェ

#### 臼杵市
- 石仏

#### 竹田市
- 荻の里温泉
- 星ふる館
- スカイパークあざみ台

#### 宇佐市
- 双葉の里
- 小の岩の庄

#### 豊後高田市
- 並石ダムグリーンランド
- 真玉温泉「スパ ランド真玉」
- 農・海産物直売所サンウエスタン

#### 杵築市
- 横岳ふるさと茶屋「夢のぼり」
- 杵築ふるさと産業館
- 山香温泉「風の郷」
- 山香の郷 竜笑顔

#### 豊後大野市
- やすらぎ交差点

#### 由布市
- かぐらちゃや
- ゆふいん「川西農産物直売所」

#### 国東市
- 大分の空むさし
- 梅園の里
- ふるさと市場 R213

#### 九重町
- 九重ふるさと館

#### 玖珠町
- 七福堂
- 玖珠町観光物産館